# Prisonnier
Prisonnière
Pour les articles homonymes, voir Prisonnier (homonymie).

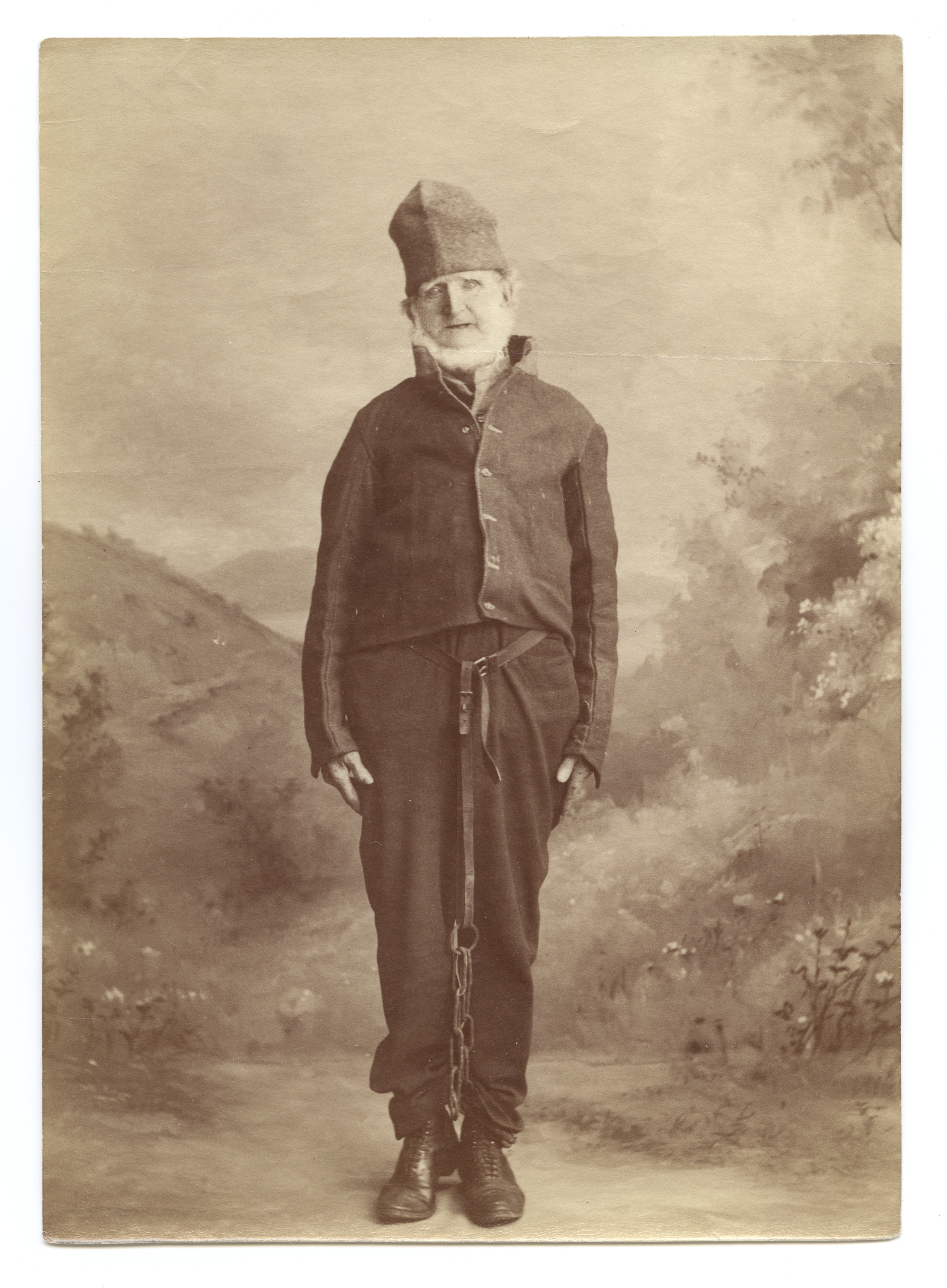
Prisonnier australien dans les années 1870.

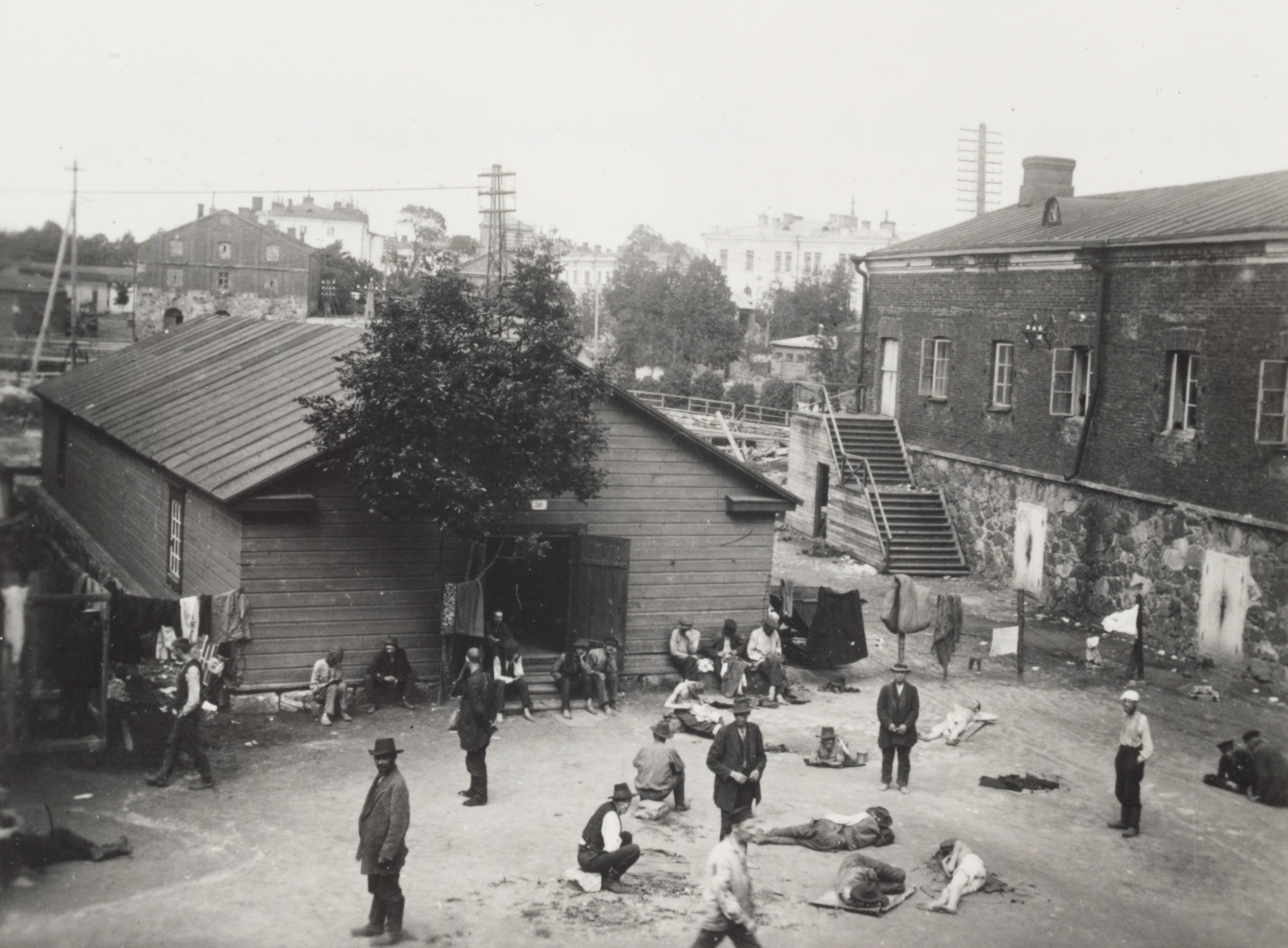
Camp de concentration, Helsinki (Finlande), 1918.

Un prisonnier ou une prisonnière, aussi appelé détenu ou détenue, est une personne privée de liberté. Elle peut être retenue dans une prison, un pénitencier, un camp de prisonnier ou bien être en résidence surveillée.

## Types de prisonniers
Un prisonnier de droit commun est une personne emprisonnée après avoir été reconnue coupable, à la suite d'un procès devant un tribunal, d'avoir commis des gestes punis par une ou plusieurs lois ou règlements étatiques ou municipaux.
Un prisonnier de guerre est une personne capturée et détenue par une puissance adverse en situation de conflit armé, le terme pouvant notamment désigner un militaire capturé par l'ennemi.
Un prisonnier d'opinion est une personne emprisonnée en raison de ses opinions réelles ou supposées. C'est une personne qui n'a ni eu recours à la violence ni prôné son usage mais qui est emprisonnée en raison de ses caractéristiques (orientation sexuelle, origine ethnique, nationale ou sociale, langue, couleur de peau, sexe ou situation économique) ou de ses convictions (religieuses, politiques ou autres).
Un prisonnier politique est une personne emprisonnée pour des motifs politiques.
Un otage est une personne retenue prisonnière par un preneur d'otage, et dont la vie sauve et la libération dépendent d'une exigence à remplir par une tierce partie. Les armées en guerre ont souvent, par le passé, recouru à cette pratique en territoire ennemi pour assurer la sécurité de leurs troupes ou réprimer des actes hostiles. Ce fut notamment le cas durant les deux Guerres mondiales.
« Détenu fantôme » (ghost detainee) est le terme officiel utilisé par l'administration Bush pour désigner les personnes emprisonnées dans des centres de détention de manière anonyme et clandestine (ils ne sont pas enregistrés).

## Vie du prisonnier en détention en France

### Arrivée en détention
À l'arrivée en prison, le greffe procède à l'écrou : enregistrement du titre de détention, établissement de la fiche pénale[Quoi ?]. Le prisonnier entrant passe au vestiaire et est soumis à la fouille. C'est l'entrée dans l'établissement pénitentiaire. Une trousse d'hygiène est remise, les indigents reçoivent du linge de corps et une tenue de sport sur demande. Une visite médicale est également obligatoire. Dès les premiers jours, le service pénitentiaire d'insertion et de probation (SPIP) et la direction de l'établissement rencontrent le détenu arrivant.
Les « régimes de détention » sont différents selon la catégorie de l'établissement. L'encellulement individuel est la règle. Il peut toutefois y être dérogé pour des raisons de surencombrement.
La détention arbitraire consiste à être détenu sans raison valable ou sans procédure juridique.
La détention au secret consiste à être détenu sans pouvoir contacter quiconque (famille, avocats, etc.).

### Quotidien du prisonnier
Les journées sont rythmées par des activités telles que le sport, le travail, l'enseignement ou la formation professionnelle.
À partir de 1983, la possibilité pour les détenus de louer un téléviseur dans leur cellule a changé leur vie quotidienne. Par ailleurs, les détenus peuvent acheter par le dispositif de la cantine des fournitures courantes (savon, dentifrice, mousses à raser, gel douche, boissons non alcoolisées, friandises, lait, conserves, papiers à lettre, stylos, etc.) Aucun argent ne circule en détention, toutes les dépenses sont réglées par débit de la part disponible du compte du détenu ouvert par le service comptable de l'établissement. Les repas sont distribués dans les cellules.
En France. La nuit, les détenus demeurent en cellule de 19 h à 7 h du matin en maison d'arrêt, de 20 h à 7 h en établissement pour peine.
L'administration pénitentiaire permet l'accueil et l'hébergement d'un enfant de moins de 18 mois auprès de sa mère incarcérée, dans des quartiers nurserie spécifiquement prévus et aménagés au sein de certains établissements pénitentiaires.

#### Culte
La loi du 9 décembre 1905 sur la séparation des Églises et de l’État garantit le libre exercice des cultes, l’administration pénitentiaire doit donc organiser l’accès au culte. Les personnes détenues de toutes confessions peuvent pratiquer leur religion en détention et respecter ses préceptes par la pratique de la prière, de la lecture, ou lors d’offices collectifs organisés dans des conditions adaptées selon la configuration des lieux. Des aumôniers agréés interviennent en détention afin de célébrer les offices religieux, d’animer des réunions cultuelles et d’apporter l’assistance spirituelle aux personnes détenues (culte bouddhiste, culte catholique, culte israélite, culte musulman, culte orthodoxe, culte protestant, culte des Témoins de Jéhovah).

#### Sport en détention
Conformément à l’article 27 de la loi pénitentiaire, l’administration pénitentiaire propose aux personnes détenues des activités sportives dans le but notamment de les aider à se réinsérer. Facteur d'équilibre, le sport contribue à la prévention de la récidive et permet aux personnes détenues de s’intégrer dans un groupe et de respecter des règles et il favorise l’adoption d’une hygiène de vie et remplit un objectif de santé. Près de 300 moniteurs de sport pénitentiaires proposent différentes activités sportives encadrées aux personnes détenues comme du football, de la musculation, du tennis de table, du basket, du badminton. Des tournois et des sorties sportives sont également organisés .

#### Culture
L'accès à la culture est un des éléments d'un parcours d'insertion ou de réinsertion d'une personne placée sous main de justice. En lien avec les structures culturelles des villes et des départements et avec le soutien des services déconcentrés du ministère de la Culture et de la Communication, les services pénitentiaires d'insertion et de probation (SPIP) pilotent une programmation d’activités adaptées à un public pris en charge en détention : arts plastiques, musique, atelier d’écriture, théâtre, etc.

### Maintien des liens familiaux
En détention, le maintien des liens familiaux est une condition fondamentale de la réinsertion des personnes placées sous main de justice et de la prévention de la récidive. C'est une des principales missions de l’administration pénitentiaire et cette dernière l’exerce en collaboration avec les collectivités territoriales et ses partenaires (associations, prestataires privés…). Il s'agit de permettre aux personnes détenues de conserver leurs rôle et statut au sein de leur famille et aux familles d'être reçues dans de bonnes conditions lorsqu'elles se rendent dans les établissements pénitentiaires.
L'administration pénitentiaire met en œuvre différents dispositifs permettant de maintenir le lien familial ou amical entre la personne détenue et ses proches.

#### Parloirs
Les parloirs sont le moyen privilégié des relations familiales pour une personne incarcérée. Leur fonctionnement est facilité par :
- l'implantation de bornes informatiques permettant la prise de rendez-vous aux parloirs ;
- les locaux d'accueil des familles en attente de parloirs, situés à l'extérieur des établissements pénitentiaires et animés par des associations et/ou des prestataires privés ;
- l'aménagement d'espaces destinés aux enfants au sein des parloirs afin de faciliter l'exercice du droit de l'enfant à voir son parent dans les conditions les plus agréables possibles.

#### Parloirs familiaux
Les parloirs familiaux permettent à toute personne détenue de rencontrer ses proches pour une durée maximale de 6 heures en journée. Au 1er juillet 2018, 105 parloirs familiaux sont en fonctionnement, répartis dans 29 établissements pénitentiaires.

#### Unités de vie familiale (UVF)
L'UVF est un appartement meublé de 2 ou 3 pièces, séparé de la détention, où la personne détenue peut recevoir sa famille dans l'intimité. L'unité est conçue pour favoriser la responsabilisation de la personne détenue dans l'accueil de ses visiteurs au regard, notamment, des conditions de restauration. Les personnes détenues peuvent bénéficier d’une visite en UVF d’une durée de 6 à 72 heures (article 36 de la loi pénitentiaire du 24 novembre 2009).

## Libération du prisonnier
La préparation à la sortie fait l'objet d'un travail très en amont, notamment sous forme de stages spécifiques.
Des permissions de sortir peuvent être accordées aux condamnés sous certaines conditions, afin de les aider à préparer leur retour dans la société. L'administration pénitentiaire a non seulement pour rôle de les contrôler, mais aussi de les préparer à retrouver leur place dans la société en limitant, dans toute la mesure du possible, les risques de récidive.

## Droits et devoirs des prisonniers en détention
Jusqu’au milieu du XXe siècle, le détenu n’avait aucun statut juridique. Progressivement, la prison s’est « humanisée ». Aujourd’hui, le détenu peut se prévaloir d’un certain nombre de droits fondamentaux prévus par les textes internationaux et nationaux :
- droit de travailler ;
- droit à trois repas par jour ;
- droit à une heure minimum de promenade par jour ;
- droit d'avoir la possibilité de participer à des activités socioculturelle ;
- droit à réparation en cas d’accident du travail ou de maladie professionnelle ;
- droit de suivre un enseignement ;
- droit de suivre une formation professionnelle ;
- droit de pratiquer le culte de votre choix ;
- droit à la gratuité des soins ;
- droit à une vie familiale ;
- droit de voter ;
- droit de communiquer avec vos agents consulaires ;
- droit d’écrire et de recevoir des courriers ;
- devoir d'entretenir sa cellule et ne pas détériorer le matériel ;
- devoir de laisser sa cellule libre d'accès ;
- droit à un suivi médical approprié dans le cadre d'une grossesse ;
- si vous[Qui ?] êtes enceinte vous avez le droit de garder votre enfant et vous bénéficierez de conditions de détention particulières ;
- droit de porter ses vêtements personnels (apportés par la famille ou achetés par l’intermédiaire de la cantine) ;
- vous[Qui ?] êtes obligatoirement soumis à une procédure d’orientation si, après condamnation définitive, le temps d’incarcération qu’il vous reste à subir est supérieur à un an ;
- droit à trois visites par semaine en tant que prévenu ;
- droit à une visite par semaine au minimum en tant que condamné.

## Aménagements de peine
La juridiction de l'application des peines peut aménager les peines d'emprisonnement ferme en prononçant l'une des mesures suivantes : libération conditionnelle, suspension de peine pour raisons médicales, semi-liberté, placement à l'extérieur ou placement sous surveillance électronique (PSE).
Des permissions de sortir peuvent également être accordées sous certaines conditions.
Le tribunal correctionnel peut aussi décider, dès la condamnation, que la peine d'emprisonnement fera l'objet d'un aménagement. Si un aménagement de la fin de la peine (semi-liberté, placement à l'extérieur ou PSE) est déjà systématiquement proposé depuis 2004 aux condamnés qui en remplissent les conditions (reliquat de peine, projet sérieux de réinsertion, etc.), la loi pénitentiaire du 24 novembre 2009 prévoit un développement sensible de ces mesures et de la libération conditionnelle, en élargissant les conditions d'accès. En effet, l’un des principes essentiels qui inspire la loi est que la peine de prison ferme doit être utilisée en ultime recours et qu'elle peut s'exécuter de plusieurs façons. En outre, ces mesures favorisent la réinsertion des condamnés, permettent de lutter plus efficacement contre la récidive, de maintenir ou restaurer les liens familiaux, sociaux et de travail et de faciliter l'indemnisation des victimes.

## Quelques chiffres clés

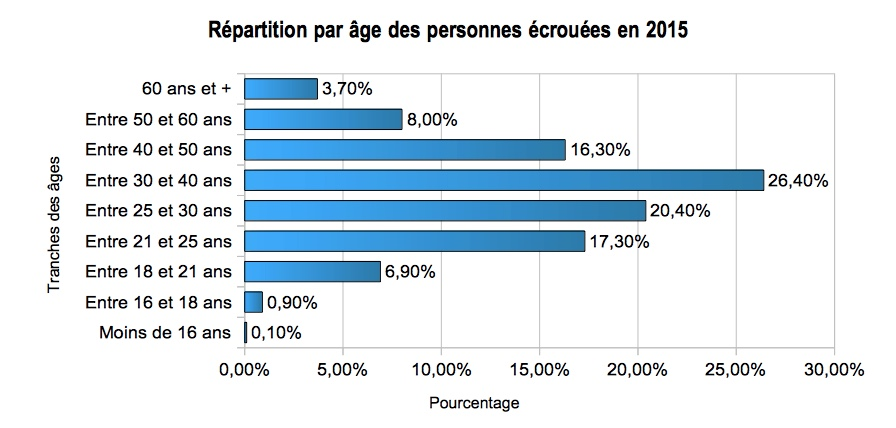

D'après le ministère de la justice français il y aurait :
- près de 80 000 personnes sous écrou ;
- 170 000 personnes suivies en milieu ouvert ;
- 188 établissements pénitentiaires.